# Чёрная (приток Большой Киргизки)
Чёрная — река в России, протекает по Томскому району Томской области. Устье реки находится в 13 км по правому берегу реки Большая Киргизка. Длина реки составляет 22 км. Правый приток — Падун.

## Данные водного реестра
По данным государственного водного реестра России относится к Верхнеобскому бассейновому округу, водохозяйственный участок реки — Томь от города Кемерово и до устья, речной подбассейн реки — Томь. Речной бассейн реки — (Верхняя) Обь до впадения Иртыша.